# Clyde McPhatter
Clyde McPhatter (Durham (North Carolina), 15 november 1932 – Teaneck (New Jersey), 13 juni 1972) was een Amerikaanse doo wop- en rhythm-and-blueszanger. Hij was een van de eersten die gospel met rhythm-and-blues combineerden en was zo een wegbereider van de soulmuziek.

## Carrière
McPhatter was een jongenssopraan, en nadat zijn familie uit North Carolina verhuisd was naar New York, werd er een gospelgroep, The Mount Lebanon Singers, rond hem gevormd. Later behield hij zijn tenorstem. In 1950 won hij een "amateur night" in het Apollo Theater van New York. Daarop vroeg Billy Ward hem om te komen zingen in zijn R&B-groep Billy Ward and His Dominoes. McPhatter was de leadzanger op de eerste hit van de groep, Do Something For Me, die in 1951 tot nummer zes klom in de Billboard R&B-lijst. Het boterde echter niet altijd tussen Ward en McPhatter, die vond dat hij niet de erkenning kreeg die hij verdiende. Hij verliet de groep in 1953. Jackie Wilson, wiens zangstijl sterk door McPhatter was beïnvloed, volgde hem op bij de Dominoes.
McPhatter kreeg een platencontract bij Atlantic Records van Ahmet Ertegün, die hem vroeg om een nieuwe groep te vormen. Die groep werd The Drifters. De eerste Drifters waren oude bekenden van The Mount Lebanon Singers. Ze namen vier nummers op tijdens een sessie op 29 juni 1953, maar Atlantic-baas Ertegün zag geen brood in de combinatie en vroeg aan McPhatter om een andere groep te vormen. De nieuwe groepsleden kwamen uit een andere gospelgroep, The Civitones. Onder de naam Clyde McPhatter & the Drifters hadden ze in het najaar van 1953 een eerste hit, Money Honey (de B-kant was nog een nummer dat de oorspronkelijke Drifters hadden opgenomen). In 1954 en 1955 volgden nog successen zoals Such A Night, Honey Love, Bip Bam, White Christmas en What'cha Gonna Do.
Dit was McPhatters laatste opname met de groep, want hij was inmiddels bezig met zijn legerdienst. Hij ging daarop verder als soloartiest. Zijn eerste platen zonder de Drifters waren Love Has Joined Us Together, een duet met Ruth Brown (1955), en Seven Days (1956). Die werden gevolgd door meerdere R&B-hits, waaronder Treasure of Love (1956), Long Lonely Nights (1957) en A Lover's Question (1958) de top bereikten van de Billboard R&B-lijst. A Lover's Question was ook een top 10-hit in de Billboard Hot 100 (nummer 6).
Na zijn periode bij Atlantic Records ging hij naar MGM Records en nadien naar Mercury Records. Zijn laatste top 10-hit was Lover Please uit 1962, een nummer geschreven door Billy Swan. Daarna ging zijn populariteit snel achteruit. In 1968 verhuisde hij naar Engeland, waar hij wel nog succes had met zijn optredens in clubs. In het begin van de jaren 1970 keerde hij terug naar de Verenigde Staten. Bij Decca Records bracht hij de lp Welcome Home uit, die echter niet het verhoopte succes kende. De gedesillusioneerde McPhatter was inmiddels zwaar aan de drank geraakt, en op 13 juni 1972 werd een hartinfarct hem fataal.
In 1987 is Clyde McPhatter postuum opgenomen in de Rock and Roll Hall of Fame.

## Singlesdiscografie (als soloartiest)
| Titel                                                           | Hoogste Billboard-notering Pop | Hoogste Billboard-notering R&B | Jaar | Label    |
| --------------------------------------------------------------- | ------------------------------ | ------------------------------ | ---- | -------- |
| Love Has Joined Us Together / I Gotta Have You (met Ruth Brown) | -                              | 8                              | 1955 | Atlantic |
| Seven Days                                                      | 44                             | 2                              | 1956 | Atlantic |
| Treasure of Love                                                | 16                             | 1                              |      | Atlantic |
| Without Love (There Is Nothing) / I make Believe                | 19                             | 4                              | 1957 | Atlantic |
| Just to Hold My Hand                                            | 26                             | 6                              | 1957 |          |
| Thirty Days                                                     | -                              | -                              | 1957 |          |
| Long Lonely Nights                                              | 49                             | 1                              | 1957 |          |
| Rock and Cry                                                    | 93                             | -                              | 1957 |          |
| Come What May                                                   | 43                             | 3                              | 1958 |          |
| Lover Please                                                    | 32                             | 4                              | 1958 |          |
| A Lover's Question                                              | 6                              | 1                              | 1958 |          |
| Lovey Dovey                                                     | 49                             | 12                             | 1959 | Atlantic |
| I Told Myself a Lie                                             | 70                             |                                | 1959 | MGM      |
| Since You've Been Gone                                          | 39                             | 14                             | 1959 | Atlantic |
| Twice As Nice                                                   | 91                             |                                | 1959 | MGM      |
| You Went Back on Your Word                                      | 72                             | 13                             | 1959 | Atlantic |
| Let's Try Again                                                 | 48                             | 13                             | 1959 | MGM      |
| Just Give Me a Ring                                             | 96                             |                                | 1960 | Atlantic |
| Deep Sea Ball / Let the Boogie-Woogie Roll                      | -                              | -                              | 1960 | Atlantic |
| Think Me a Kiss                                                 | 66                             |                                | 1960 | MGM      |
| Ta Ta (Just Like a Baby)                                        | 23                             | 7                              | 1960 | Mercury  |
| This Is Not Goodbye / One Right After Another                   | -                              | -                              | 1960 | MGM      |
| Tomorrow Is a-Comin                                             | 103                            | -                              | 1961 | Mercury  |
| I'll Love You Til the Cows Come Home                            | 110                            | -                              | 1961 |          |
| A Whole Heap of Love                                            | -                              | -                              | 1961 |          |
| I Never Knew                                                    | 56                             | 17                             | 1961 |          |
| Same Time Same Place                                            | -                              | -                              | 1961 |          |
| Lover Please                                                    | 7                              | -                              | 1962 |          |
| Little Bitty Pretty One                                         | 25                             | -                              | 1962 |          |
| Maybe / I Do Believe                                            | -                              | -                              | 1962 |          |
| The Best Man Cried                                              | 118                            | -                              | 1962 |          |
| From One To One                                                 | 127                            | -                              | 1963 |          |
| Deep In the Heart of Harlem                                     | 90                             | 90                             | 1963 |          |
| Second Window, Second Floor                                     | -                              | -                              | 1964 |          |
| Baby Baby / Lucille                                             | -                              | -                              | 1964 |          |
| Crying Won't Help You Now                                       | 117                            | 22                             | 1965 |          |
| A Shot of Rhythm and Blues / I'm Not Going to Work Today        | -                              | -                              | 1966 | Amy      |
| Sweet and Innocent / Lavender Lace                              | -                              | -                              | 1967 | Amy      |
| Baby You Got It                                                 | -                              | -                              | 1968 | Deram    |
| I'll Belong to You / Book of Memories                           | -                              | -                              | 1970 | Decca    |
| Why Can't We Get Together / Mixed Up Cup                        | -                              | -                              | 1970 | Decca    |

- Biblioteca Nacional de España: XX5034078
- Bibliothèque nationale de France: cb13897339c (data)
- Gemeinsame Normdatei: 134570634
- International Standard Name Identifier: 0000 0001 0906 1983
- Library of Congress Control Number: n92010202
- MusicBrainz: 3c562ee6-4855-4a11-8411-5e9e6c10586a
- Nationale Bibliotheek van Israël: 987007319515105171
- SNAC: w6b29bdj
- Système universitaire de documentation: 185299636
- Virtual International Authority File: 59270302
- WorldCat: E39PBJdrFrWY7vWtrDF6jt9JjC